# Plinia cordifolia
Plinia cordifolia là một loài thực vật có hoa trong Họ Đào kim nương. Loài này được (D.Legrand) Sobral miêu tả khoa học đầu tiên năm 1994.